# Distrito de Kistelek
El distrito de Kistelek (húngaro: Kisteleki járás) es un distrito húngaro perteneciente al condado de Csongrád.
En 2013 tenía 18 429 habitantes. Su capital es Kistelek.

## Municipios
El distrito tiene una ciudad (en negrita) y 5 pueblos (población a 1 de enero de 2012):
- Baks (1963)
- Balástya (3423)
- Csengele (1967)
- Kistelek (7020) – la capital
- Ópusztaszer (2299)
- Pusztaszer (1480)